# Super liga Bosne i Hercegovine
La Super liga Bosne i Hercegovine è la massima serie del campionato bosniaco di pallacanestro.

## Storia
Quando la Bosnia ed Erzegovina faceva parte della Jugoslavia socialista le squadre locali partecipavano al campionato jugoslavo. Con la dissoluzione della Jugoslavia e l'indipendenza dello stato bosniaco, nacque anche il massimo campionato di pallacanestro.
Da allora è un alternarsi al vertice tra Široki e Bosna; mentre negli ultimi anni si è fatta forte la supremazia dell'Igokea che ha vinto cinque titoli consecutivi.

## Albo d'oro
- 1997-1998  Široki
- 1998-1999  Bosna
- 1999-2000  Borac Banja Luka
- 2000-2001  Igokea
- 2001-2002  Široki
- 2002-2003  Široki
- 2003-2004  Široki
- 2004-2005  Bosna
- 2005-2006  Bosna
- 2006-2007  Široki
- 2007-2008  Bosna
- 2008-2009  Široki
- 2009-2010  Široki
- 2010-2011  Široki
- 2011-2012  Široki
- 2012-2013  Igokea
- 2013-2014  Igokea
- 2014-2015  Igokea
- 2015-2016  Igokea
- 2016-2017  Igokea
- 2017-2018  Zrinjski Mostar
- 2018-2019  Široki
- 2019-2020  Igokea
- 2020-2021  Široki
- 2021-2022  Igokea
- 2022-2023  Igokea
- 2023-2024  Igokea

## Vittorie per club
| Club             | Città         | Titolo | Anno                                                             |
| ---------------- | ------------- | ------ | ---------------------------------------------------------------- |
| Široki           | Široki Brijeg | 11     | 1998, 2002, 2003, 2004, 2007, 2009, 2010, 2011, 2012, 2019, 2021 |
| Igokea           | Aleksandrovac | 10     | 2001, 2013, 2014, 2015, 2016, 2017, 2020, 2022, 2023, 2024       |
| Bosna Royal      | Sarajevo      | 4      | 1999, 2005, 2006, 2008                                           |
| Borac Banja Luka | Banja Luka    | 1      | 2000                                                             |
| Zrinjski Mostar  | Mostar        | 1      | 2018                                                             |